# Metrosideros punctata
Metrosideros punctata är en myrtenväxtart som beskrevs av J.W.Dawson. Metrosideros punctata ingår i släktet Metrosideros och familjen myrtenväxter. IUCN kategoriserar arten globalt som sårbar.
Artens utbredningsområde är Nya Kaledonien. Inga underarter finns listade i Catalogue of Life.